# Procambarus ablusus
Procambarus ablusus är en kräftdjursart som beskrevs av Penn 1963. Procambarus ablusus ingår i släktet Procambarus och familjen Cambaridae. IUCN kategoriserar arten globalt som livskraftig. Inga underarter finns listade i Catalogue of Life.